# XX Premis Cinematogràfics José María Forqué
La cerimònia dels XX Premis Cinematogràfics José María Forqué es va celebrar al Palacio de Congresos (Campo de las Naciones) de Madrid el 12 de gener de 2015. Es tracta d'uns guardons atorgats anualment des de 1996 per l'EGEDA com a reconeixement a les millors produccions cinematogràfiques espanyoles pels seus valors tècnics i artístics produïdes entre l'1 de gener i el 31 de desembre de 2014.
La llista de nominats es va fer pública el 17 de desembre de 2014 pels actors Raúl Arévalo i Manuela Vellés. La gala fou presentada per Ana Morgade després d'un discurs mordaç de Santiago Segura, i va gaudir de les actuacions de Café Quijano, Alameda Dosoulna, India Martínez i el grup de teatre Ron Lalá. El premi d'honor a RTVE fou recollit per Concha Velasco.

## Nominacions i premis
Els nominats i guanyadors d'aquesta edició foren:
| Millor pel·lícula | Millor documental o animació |
| --- | --- |
| - La isla mínima - El Niño - Magical Girl - Ocho apellidos vascos - Relatos salvajes | - Mortadel·lo i Filemó contra en Jimmy el Catxondo de Javier Fesser                                                                             |
| Millor actor | Millor actriu |
| - Javier Gutiérrez per La isla mínima - José Sacristán per Magical Girl - Karra Elejalde per Ocho apellidos vascos - Raúl Arévalo per La isla mínima - Pedro Casablanc per B, la película              | - Bárbara Lennie per Magical Girl - Elena Anaya per Todos están muertos - Ingrid García-Jonsson per Bella joventut - Natalia Tena per 10.000 km |
| Millor pel·lícula llatinoamericana | |
| - Relatos salvajes de Damián Szifron - Código Paz de Pedro Urrutia - Mr. Kaplan d'Álvaro Brechner - Matar a un hombre d'Alejandro Fernández Almendras - Hoje Eu Quero Voltar Sozinho de Daniel Ribeiro | |
| Medalla d'honor | |
| RTVE | |